# 프랜시스 클리블랜드

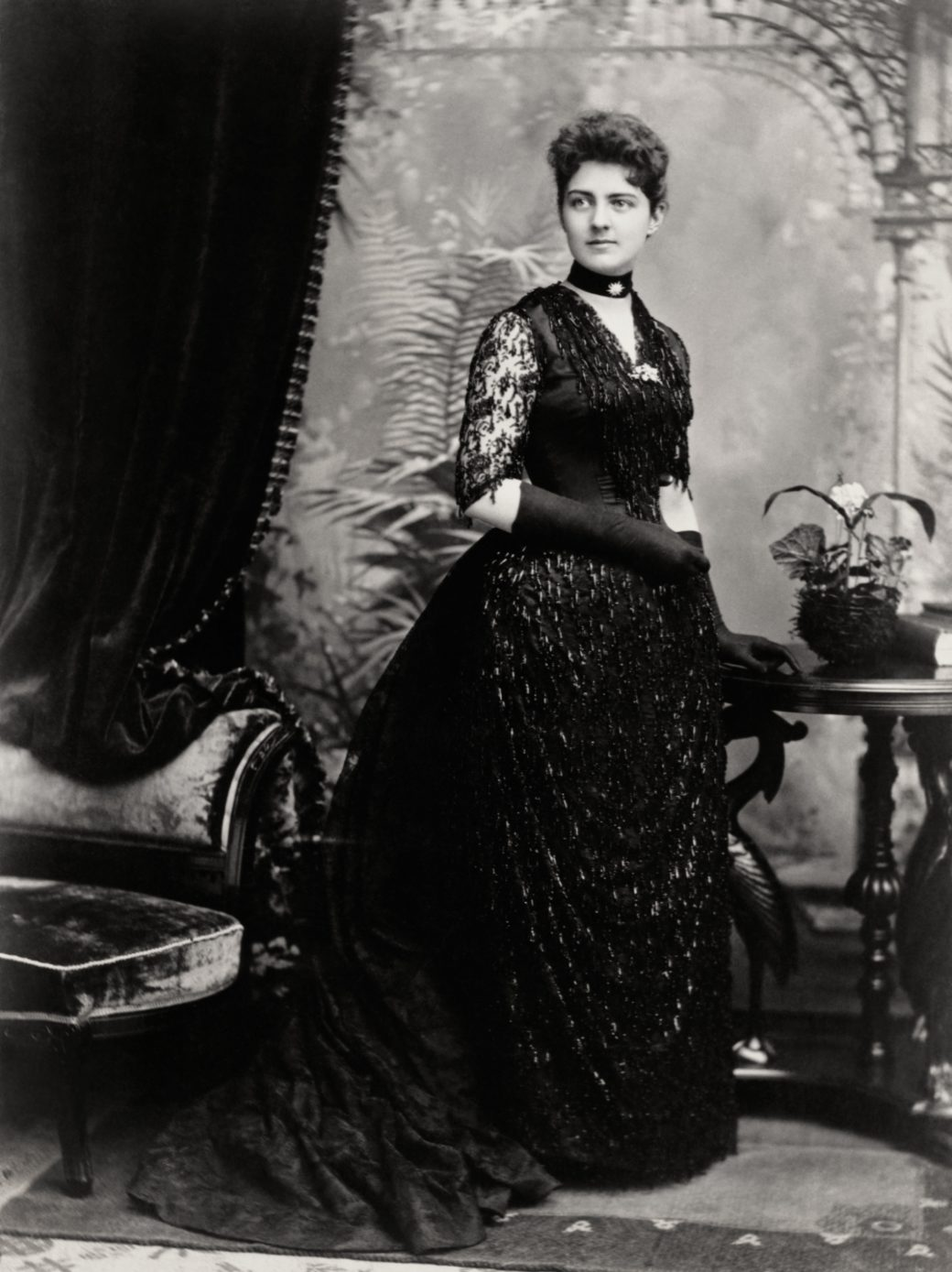
프랜시스 클리블랜드(1886)

프랜시스 클리블랜드(Frances Cleveland, 본명: 프랜시스 클라라 클리블랜드 프레스턴, Frances Clara Cleveland Preston, 폴솜, Folsom, 세례명: 프랭크 클라라, Frank Clara, 1864년 7월 21일 ~ 1947년 10월 29일)는 1886년부터 1889년까지, 그리고 다시 1893년부터 1897년까지 그로버 클리블랜드 대통령의 아내로서 미국의 영부인이었다. 미국 역사상 두 번의 비연속 임기 동안 역할을 수행한 유일한 영부인이다.
클리블랜드는 어렸을 때 아버지 오스카 폴솜(Oscar Folsom)의 친구였던 그로버 클리블랜드(Grover Cleveland)를 만났다. 1875년에 아버지가 돌아가시자 그로버는 아버지 재산의 집행자가 되었다. 그는 오스카의 미지급 재정적 부채를 처리하고 프랜시스와 그녀의 어머니 엠마의 복지를 제공했다. 그녀는 웰스 칼리지(Wells College)에서 교육을 받았으며, 졸업 후 현직 대통령이었던 그로버와 결혼했다. 그녀의 남편이 1888년 재선에서 패하자 그들은 4년 동안 사생활을 누리며 아이를 갖기 시작했다. 1892년 그녀의 남편이 다시 당선되었을 때 그들은 백악관으로 돌아왔지만 그녀는 두 번째 임기 동안 대부분의 시간을 자녀들에게 바쳤다.
클리블랜드에는 다섯 명의 자녀가 있었는데 그 중 네 명은 성인이 될 때까지 살아 남았다. 클리블랜드는 교육 옹호 활동에 참여하여 웰스 칼리지 이사회에서 활동하고 여성 교육을 지원하고 유치원 건설을 조직했다. 그녀는 1908년에 미망인이 되었고, 1913년에 토머스 J. 프레스턴 주니어와 결혼했다. 클리블랜드-프레스턴은 백악관을 떠난 후에도 교육 운동에 계속 참여하여 프린스턴 대학에 참여했다. 제1차 세계대전 중에 그녀는 군사적 준비를 옹호했다. 그녀는 1947년에 사망하여 프린스턴 묘지에 첫 남편과 함께 묻혔다.